# Willem Wilmink
Willem Andries Wilmink (Enschede, 25 oktober 1936 – aldaar, 2 augustus 2003) was een Nederlandse neerlandicus en vooral dichter, schrijver en zanger.

## Jeugd en opleiding
Wilmink werd in 1936 geboren aan de Javastraat 167 te Enschede in een socialistisch geëngageerd gezin. Hier maakte hij de Tweede Wereldoorlog mee. Hij beschrijft ergens dat hij moest schuilen in de kelder. Later is het gezin verhuisd naar villa De Koepel in Usselo. Zijn vader was procuratiehouder in de textiel. Na het behalen in 1954 van zijn eindexamen Gymnasium-α aan het Christelijk Lyceum in Almelo, ging Wilmink Nederlands studeren aan de Universiteit van Amsterdam. Na zijn kandidaats studeerde hij ook Geschiedenis. Gedurende zijn studie schreef hij zijn eerste gedichten en cabaretteksten. Hij publiceerde in de "Almanak van de vereniging USA" en schreef teksten voor de studentencabaretgroep "La Pie Qui Chante" (De zingende ekster). In 1960 in het laatste jaar van zijn studie werd Wilmink leraar aan het Vossius Gymnasium te Amsterdam.

## Docentschap en wetenschappelijk werk
Van 1961 tot 1978 was Wilmink universitair docent moderne letterkunde aan het Instituut voor Neerlandistiek van de Universiteit van Amsterdam. Wilmink had in zijn jeugd accordeonles gehad en trad tijdens de feestavonden van zijn vakgroep op met zijn accordeon en zong smartlappen of tekstbewerkingen van middeleeuwse liederen. Hij vertaalde onder meer de Beatrijs uit het Middelnederlands in het modern Nederlands. In 1988 promoveerde Wilmink aan de Katholieke Universiteit Brabant met een proefschrift over de poëzie van Hendrik de Vries. Hij was ook bekend als literair vertaler en bezorger van gedichten van Emily Dickinson en W.H. Auden. In samenwerking met neerlandici vertaalde hij het verhaal van de legendarische Ierse heilige Brandaan. Hij leverde in samenwerking met de neerlandicus W.P. Gerritsen ook vertalingen voor de bundel Lyrische lente, een bloemlezing van middeleeuwse poëzie. Een aantal beschouwingen over middeleeuwse literatuur bundelde hij onder de titel Mijn middeleeuwen. Ook schreef Wilmink historische artikelen over kathedralen en de herkomst en geschiedenis van het Belgisch bier.

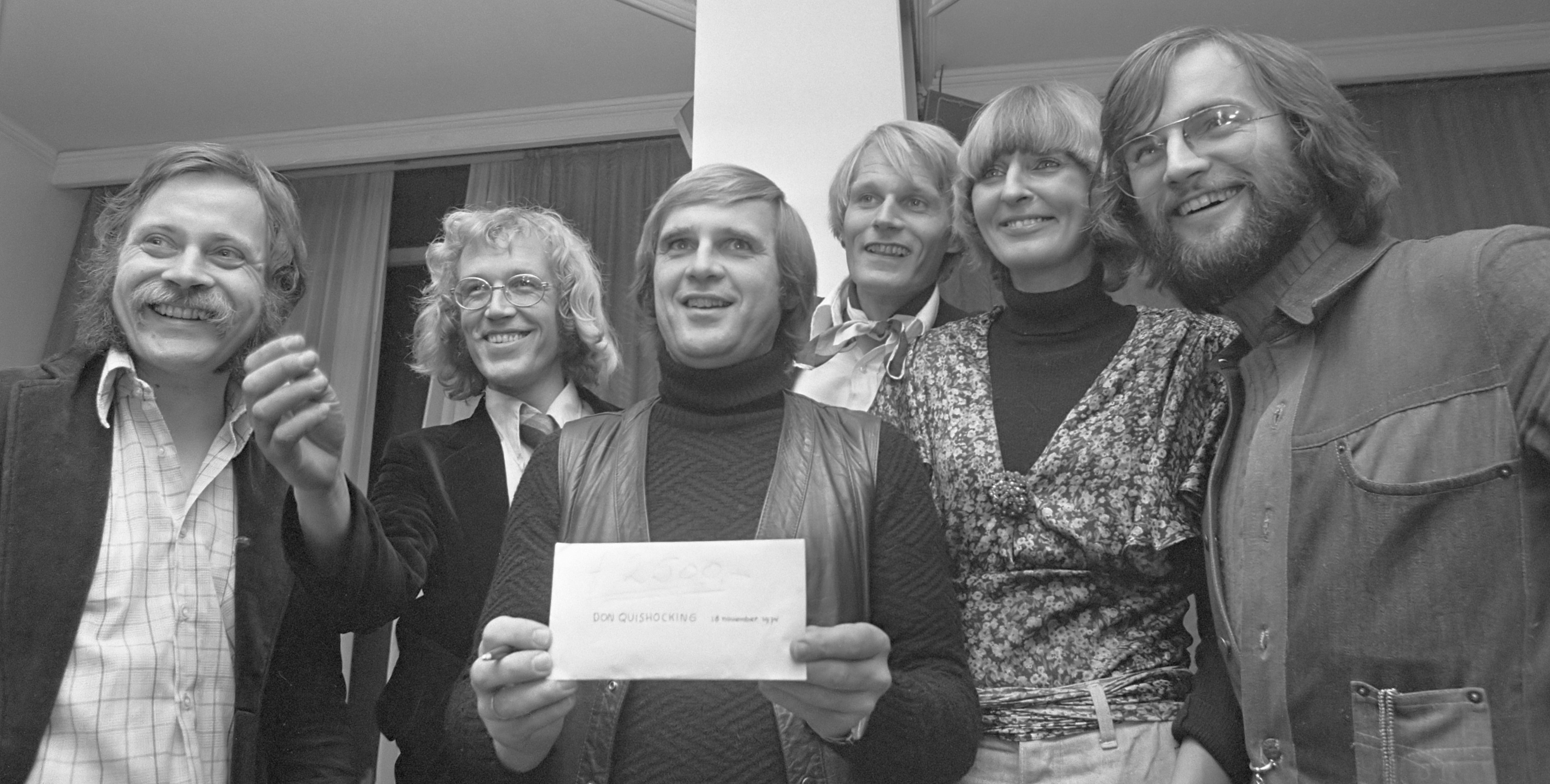
Don Quishocking in 1974. Links Wilmink
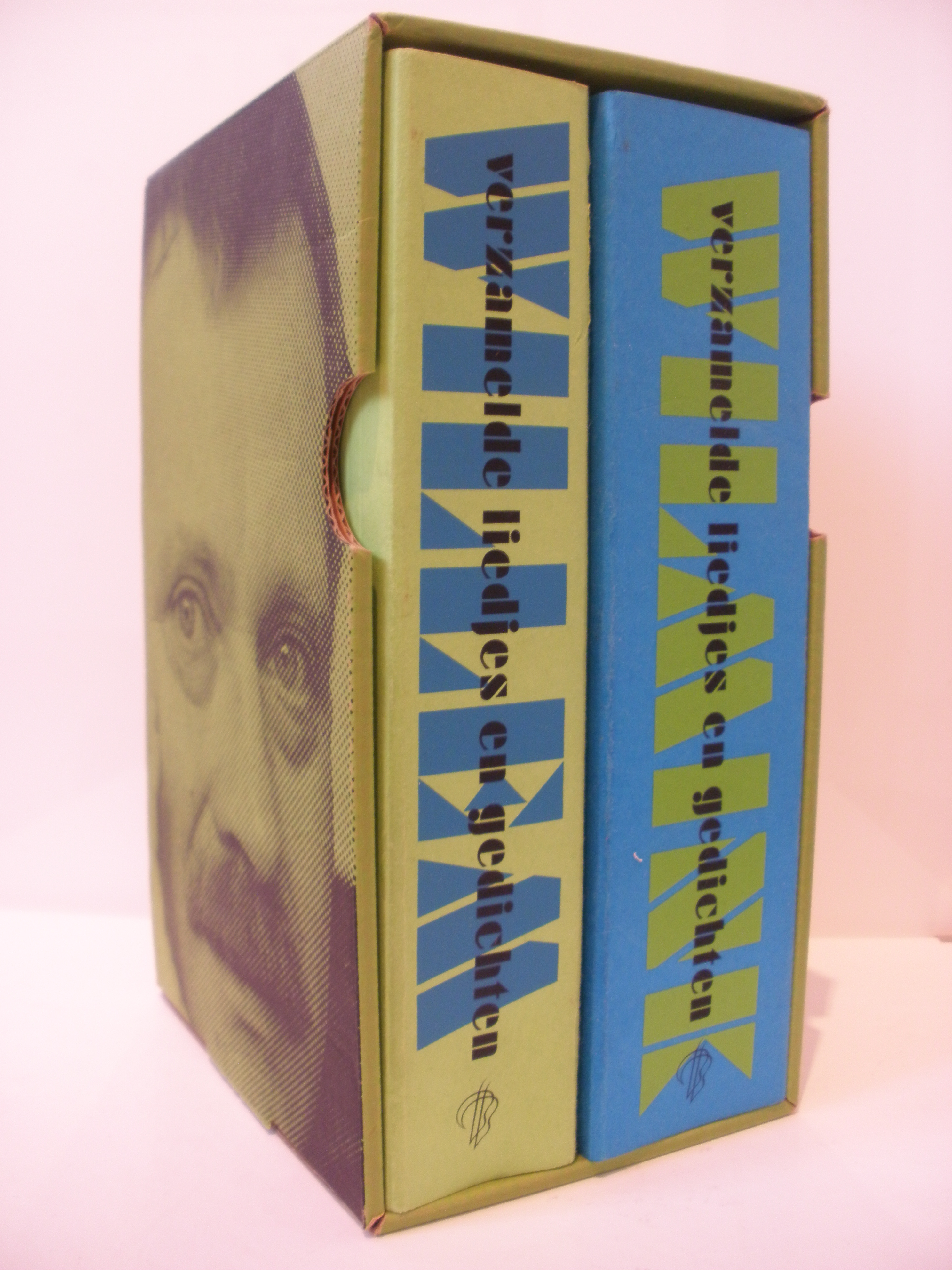
Verzamelde liedjes en gedichten
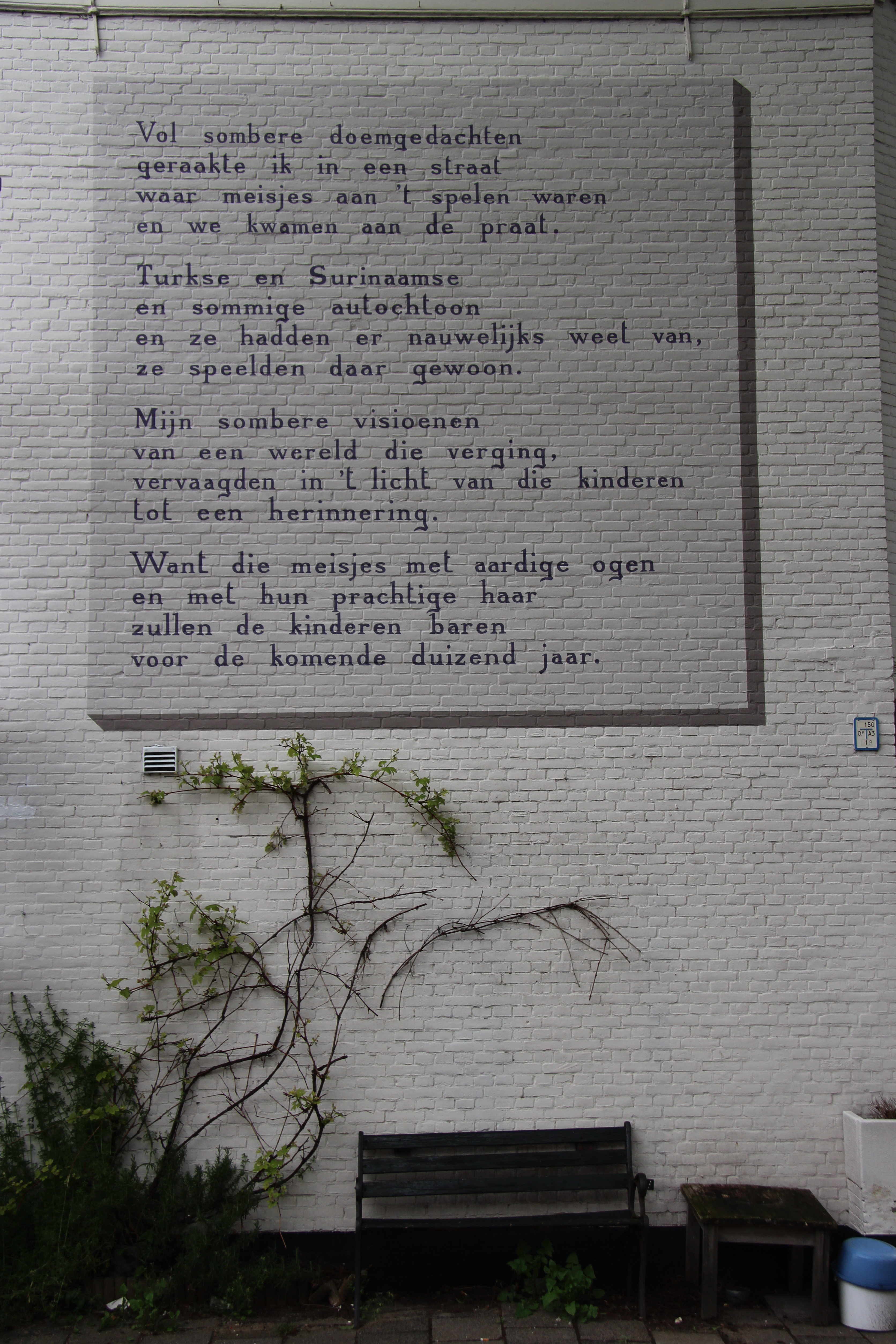
Het muurgedicht Spelende meisjes in Leiden

## Literair werk
Vanaf 1965 schreef Wilmink gedichten, essays, liedjes en proza voor de literaire tijdschriften Tirade, Maatstaf en De Revisor. Zijn literair debuut was in 1966 met de dichtbundel Brief van een Verkademeisje. Van 1968 tot 1970 was hij de poëzierecensent voor het dagblad De Tijd.

## Liederen en teksten
Samen met Hans Dorrestijn, Karel Eykman, Ries Moonen, Fetze Pijlman en Jan Riem vormde Wilmink in 1970 een schrijversgroep (opgericht door de VARA), die schreef voor televisieprogramma's als De Stratemakeropzeeshow, Het Klokhuis, De film van Ome Willem, Sesamstraat, J.J. De Bom voorheen De Kindervriend en Kinderen voor Kinderen. Ook schreef hij veel liedjes voor musicals. In 1978 werd Wilmink fulltime tekstschrijver en vestigde hij zich in Capelle aan den IJssel. Tot aan zijn overlijden schreef hij op een typemachine, omdat hij niet op een computer wilde werken. Vanaf 1979 gaf hij ook enkele jaren één dag per week les aan de Kleinkunstacademie te Amsterdam.

## Optredens en liedjes
Met zijn eigen begeleidingsgroep Quasimodo trad Wilmink in de jaren '90 regelmatig op als zanger, waarbij hij ook de accordeon bespeelde. Zijn liederen zijn ook door veel anderen vertolkt, waaronder Herman van Veen (Hilversum III, Als het net even anders was gegaan, De bom valt nooit, Signalen), Wieteke van Dort (Arm Den Haag), Joost Prinsen (Frekie), de cabaretgroep Don Quishocking (Oude school) en Boudewijn de Groot (Spelende meisjes). Ook scheef Wilmink teksten voor gitarist en componist Karel Bosman. Veel van zijn teksten zijn door Harry Bannink en Frank Deiman op muziek gezet. Later maakte ook zijn stiefdochter Marieke Moll composities op Wilminks teksten. Tien jaar na het overlijden van Wilmink publiceerde weekblad HP/De Tijd een top tien van zijn beste liedjes.

## Diversiteit
Wilmink heeft veel kinderboeken op zijn naam staan. Aanvankelijk richtte hij zich op volwassenen, maar later werden kinderen zijn voornaamste doelgroep. Wilmink schreef gedichten en verhalen voor volwassenen en voor kinderen, teksten voor cabaret en televisie en een driedelige cursus over gedichten schrijven. Hij bewerkte oude teksten zoals "De reis van Sint-Brandaan" uit de 12e eeuw en verklaarde het Wilhelmus. Hij vertaalde gedichten en prentenboeken uit het Duits, Engels, Frans en Afrikaans. De tekst van de Carmina Burana vertaalde Wilmink in het Nederlands voor een serie uitvoeringen die op 11 mei 1996 in Enschede in première ging en ook op cd uitkwam. Verder schreef hij met Peter van Gestel de scenario's voor de bekroonde televisiefilms Het verhaal van Kees (1989) en Richting Engeland die door André van Duren werden geregisseerd.
In 1995 heeft de Stichting De Roos de door Simon Koene geïllustreerde, bibliofiele uitgave Muzikale Beelden uitgegeven met gedichten bij De Schilderijententoonstelling en De Kinderkamer van Modest Moessorgski en Het Carnaval de Dieren van Camille Saint-Saëns. In het kader van 'Gedicht op de Muur' georganiseerd door Hengelo Leest werd op donderdag 20 december 2018 het gedicht 'Het menselijk geluk' onthuld door zijn vrouw Wobke op de zijmuur van Ten Eekelder Schoenen aan de Enschedesestraat in Hengelo

## Twente
Wilmink had een speciale band met Twente. Hij is niet alleen in de Javastraat in Enschede geboren, maar er ook gestorven. Op latere leeftijd wilde hij terug naar Twente. In 1991 ging hij wonen in de Javastraat, niet ver van zijn geboortehuis. In de maanden juli, augustus en september verschenen in de regionale krant Dagblad Tubantia zijn gedichten Javastraat, met herinneringen uit zijn jeugd. Een jaar later werden op de voorpagina op de maandagen een cursiefje "Wilmink op maandag" gepubliceerd waarin veelal de actualiteit ter sprake kwam. Direct na het overlijden van Willem Wilmink verzocht de gemeente Enschede een boek samen te stellen, een symbolisch monument, waarin de verknochtheid van de schrijver aan Enschede tot uitdrukking wordt gebracht. Een prestigieuze uitgave die de gemeente gebruikt als relatiegeschenk.
Willem Wilmink sprak net als zijn vriend Herman Finkers Twents Nedersaksisch. Hij was trots op zijn streektaal. Hij schreef ook in het Twents, in ‘t Kupersdieks zoals hijzelf zei. Zo publiceerde hij Heftan tattat! (24 gedichten in t stadsplat) ("heftan tattat" betekent: "(hij) heeft het aan het (zijn) hart gehad"). Een van de gedichten begint als volgt:
Op nen dag
Op nen dag dreenk iej gin Grolsch meer...
loop iej nich meer deur de stad.
Al oew’ wille en al oew hartzeer
he'j dan had.
(wille is plezier)

## Eerbetoon

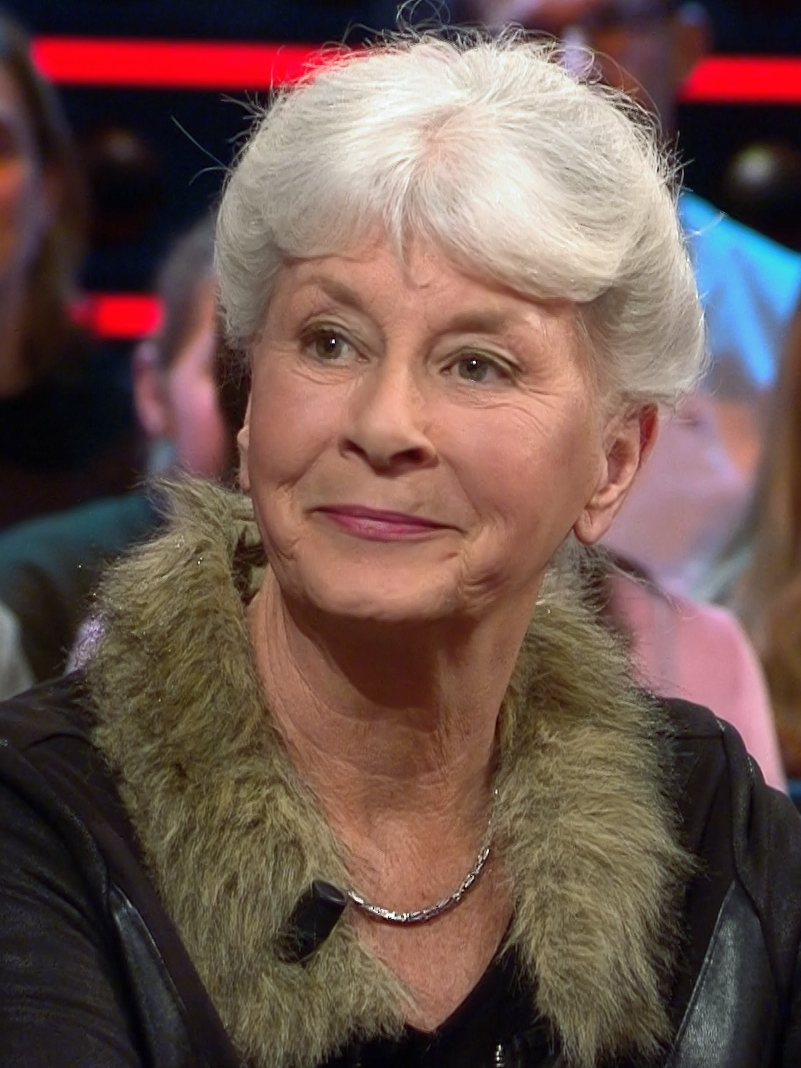
Wobke Wilmink (DWDD, 2018)

- In 1997 werd de Johanna van Burencultuurprijs aan hem toegekend, voor het bevorderen van de cultuur en streektaal van Oost-Nederland.
- In 2007 werd in het Enschedese Muziekcentrum een bronzen beeldengroep van de beeldhouwer Don Englander onthuld, met staand Willem Wilmink en zittend aan de vleugel zijn vriend Harry Bannink.
- In 2011 werd er op de Kuiperberg bij Ootmarsum door zijn weduwe Wobke Wilmink een monument onthuld, dat is ontworpen door Desirée Groot Koerkamp.
- In 1974 kreeg Wilmink de Louis Davids-prijs.
- In 1983 werden zijn kindergedichten Dicht langs de huizen, bekroond met de Zilveren Griffel.[4]
- In 1988 werd de Theo Thijssen-prijs aan hem toegekend.
- In 1997 werd de Johnny van Doornprijs voor de Gesproken Letteren aan hem toegekend.
- In 1994 werd in Enschede een school naar hem genoemd, de Willem Wilminkschool.
- In 2007 bracht Herman Finkers in zijn voorstelling Na de pauze het lied Lieve dode dichter ten gehore.
- In 2018 werd hij geëerd gedurende het gehele 13e seizoen van De Wereld Draait Door.

## Oeuvre-overzicht
Proza
- 1971 - Over cabaret (IVIO)
- 1972 - Een vreemde tijger en andere gedichten (Aarts / 2e druk 1978)
- 1972 - Zeven liedjes voor een piek (Aarts)
- 1973 - Dat overkomt iedereen wel: twintig liedjes voor kinderen (Aarts)
- 1975 - Visite uit de Hemel: liedjes voor kinderen (Aarts), ISBN 90-6187-041-0
- 1975 - Berichten voor bezorgde kinderen (Kosmos), ISBN 90-215-0356-5
- 1976 - Het reisgezelschap van de Amstel: een sprookje (Aarts), ISBN 90-6187-606-0
- 1976 - Het bangedierenbos (Kosmos / 5e druk 1987), ISBN 90-215-0564-9
- 1977 - De dertien maanden van het jaar: pianostukjes voor romantische beginners (Rap)
- 1977 - Buurjongens (Kosmos)
- 1977 - De liedjes voor kinderen (Aarts / 4e druk 1984), ISBN 90-6187-607-9
- 1977 - Ver van de stad (Kosmos)
- 1978 - Jan Olifant (Aarts), ISBN 90-6187-615-X
- 1979 - Moord in het moeras (Kosmos)
- 1980 - De wonderbaarlijke reis van Jacob Maneschijn en Sientje Zeester (Aarts), ISBN 90-6187-618-4
- 1980 - Dorus draak (Heureka / 2e druk 1984)
- 1981 - Twee meisjes in Twente: verhalen en gedichten (Bekadidact)
- 1981 - Ver van de stad & Buurjongens (Kosmos), ISBN 90-215-1029-4
- 1982 - Dicht langs de huizen (Kosmos / 2e druk 1983), ISBN 90-215-1123-1
- 1983 - Verre vrienden: 44 nieuwe liedjes (Bert Bakker), ISBN 90-351-0038-7
- 1983 - Twee broers (Horstink)
- 1983 - Koen, maak je mijn schoen?: Willem Wilmink's schriftelijke cursus dichten (Van Holkema & Warendorf), ISBN 90-269-1524-1
- 1983 - Ali Baba en de veertig rovers (Leopold), ISBN 90-258-4794-3
- 1984 - Deze vuist op deze vuist: liedjes uit De film van Ome Willem (Aarts), ISBN 90-6187-612-5
- 1984 - Kijken met je ogen dicht: liedjes voor kinderen (Harlekijn), ISBN 90-6386-035-8
- 1984 - Drie reizen van Lodewijk (Horstink)
- 1984 - Een tijdje later (Stichting Collectieve Propaganda van het Nederlandse Boek, CPNB)
- 1984 - Het verkeerde pannetje (Bert Bakker / 4e druk 1992)
- 1985 - Waar het hart vol van is: Willem Wilmink's schriftelijke cursus dichten (Van Holkema & Warendorf / 3e druk 1986)
- 1985 - We zien wel wat het wordt: liedjes voor kinderen in de groei (Bert Bakker)
- 1986 - Klim in je pen (PTT Post)
- 1986 - Hoor! Zo is nooit gezongen! Hoor!: een bloemlezing uit zijn gedichten (Bert Bakker), ISBN 90-351-0278-9
- 1986 - Willem Wilmink omnibus (Bakker / 2e druk 1988), ISBN 90-351-0387-4
- 1986 - Verzamelde liedjes en gedichten (Bert Bakker / 5e druk 1999)
- 1987 - Ergens in Frankrijk (PTT Post), ISBN 90-72393-12-0
- 1987 - Goedenavond, speelman: Willem Wilmink's schriftelijke cursus dichten (Van Holkema & Warendorf), ISBN 90-269-0247-6
- 1988 - Ze zeggen dat de aarde draait: 37 nieuwe gedichten (Bert Bakker), ISBN 90-351-0649-0
- 1988 - Vandaag is het de grote dag: spoedcursus gelegenheidsdichten (Van Holkema & Warendorf), ISBN 90-269-1527-6
- 1988 - Het verraderlijke kind: over enkele gedichten van Hendrik de Vries (Bert Bakker, ook verschenen als proefschrift Tilburg), ISBN 90-351-0686-5
- 1989 - Het kind is vader van de man: een bloemlezing uit eigen werk (Bert Bakker), ISBN 90-351-0774-8
- 1989 - Jan, Jans en de kinderen langs ijzeren wegen (Wiggers; Inmerc), ISBN 90-6611-391-X
- 1989 - Rutgers reis (Bakker), ISBN 90-351-0783-7
- 1989 - Het verhaal van Kees (scenario voor televisiefilm van André van Duren)
- 1990 - Moet worden gevreesd dat het nooit bestond?: 34 nieuwe gedichten (Bert Bakker), ISBN 90-351-0971-6
- 1991 - Jan, Jans en de kinderen: kerstverhalen van Jan Kruis en Willem Wilmink (Wiggers), ISBN 90-6337-078-4
- 1991 - In de keuken van de muze: de gehele schriftelijke cursus dichten (Bert Bakker / 2e druk 1996), ISBN 90-351-1092-7
- 1992 - Een hond gaat op reis: gedichten voor verstandige vijfjarigen (Bert Bakker), ISBN 90-351-1214-8
- 1992 - Richting Engeland (scenario voor een televisiefilm van André van Duren)
- 1993 - Ik snap het: liedjes voor jonge kinderen (Bert Bakker), ISBN 90-351-1293-8
- 1993 - Het Wilhelmus (Van Goor / 3e druk 1998), ISBN 90-00-02957-0
- 1994 - Willem Wilmink (De Ruiter), ISBN 90-05-00075-9
- 1995 - Het ABC van Willem Wilmink (Querido), ISBN 90-214-8811-6
- 1995 - Pas op voor zeerovers: liedjes van Willem Wilmink (Walvaboek), ISBN 90-6675-590-3
- 1995 - Ernstig genoeg: liedjes en gedichten vanaf 1986 (Bert Bakker), ISBN 90-351-1587-2
- 1995 - Ali Baba en de veertig tekenaars (Zirkoon; Bijenkorf), ISBN 90-71442-68-3
- 1996 - Ik had als kind een huis en haard (Bert Bakker / 5e druk 2004), ISBN 90-351-1832-4

Poëzie
- 1971 - Goejanverwellesluis, korenschoven, liedjes en gedichten (Arbeiderspers), ISBN 90-295-5770-2
- 1972 - Zeven liedjes voor een piek (Aarts)
- 1972 - Een vreemde tijger en andere gedichten (Aarts), ISBN 90-6187-014-3
- 1977 - Voor een naakt iemand: een keus uit de liedjes voor volwassenen (Arbeiderspers), ISBN 90-295-5769-9
- 1986 - Verzamelde liedjes en gedichten (Bakker), ISBN 90-351-0318-1
- 1988 - Ze zeggen dat de aarde draait: 37 nieuwe gedichten (Bert Bakker), ISBN 90-351-0649-0
- 1990 - Moet worden gevreesd dat het nooit bestond?: 34 nieuwe gedichten (Bert Bakker), ISBN 90-351-0971-6
- 1992 - Heftan tattat!: gedichn in t stadsplat (De Oare útjouwerij), ISBN 90-71610-16-0
- 1993 - Javastraat, Uitgebreid met een oud en een nieuw lied, twee oude gedichten en een inleiding: Waarom en hoe ik schrijf (De Oare útjouwerij), ISBN 90-71610-20-9
- 1994 - Ernstig genoeg: negen nieuwe gedichten (De Oare útjouwerij), ISBN 90-71610-25-X
- 1996 - Carmina Burana, Orffs keus vertaald (De Oare útjouwerij), ISBN 90-71610-32-2
- 1996 - Een eigen Hooglied (De Oare útjouwerij), ISBN 90-71610-37-3
- 1999 - De Pathmosprinses: Enschedese volksmusical (De Oare útjouwerij), ISBN 90-71610-51-9
- 2002 - Heftan tattat!: 24 gedichtn in t stadsplat (De Oare útjouwerij, 7e druk 2008), ISBN 90-71610-57-8

Poëzie voor kinderen
- 1973 - Dat overkomt iedereen wel: twintig liedjes voor kinderen (Aarts)
- 1975 - Visite uit de Hemel: liedjes voor kinderen, ISBN 90-6187-041-0
- 1975 - Berichten voor bezorgde kinderen (Kosmos), ISBN 90-215-0356-5
- 1977 - De dertien maanden van het jaar: pianostukjes voor romantische beginners (Rap)
- 1985 - We zien wel wat het wordt: liedjes voor kinderen in de groei (Bert Bakker), ISBN 90-351-0224-X
- 1992 - Een hond gaat op reis: gedichten voor verstandige vijfjarigen (Bakker), ISBN 90-351-1214-8
- 1995 - Muzikale beelden (Stichting De Roos)

Proza voor kinderen
- 1976 - Het bangedierenbos (Kosmos), ISBN 90-215-0564-9
- 1976 - Het reisgezelschap van de Amstel: een sprookje (Aarts), ISBN 90-6187-606-0
- 1977 - Ver van de stad (Kosmos), ISBN 90-215-0673-4
- 1977 - Buurjongens (Kosmos), ISBN 90-215-0678-5
- 1979 - Moord in het moeras (Kosmos), ISBN 90-215-0811-7
- 1980 - Spook tussen spoken (Stichting Collectieve Propaganda van het Nederlandse Boek, CPNB, Kinderboekenweekgeschenk ter gelegenheid van Kinderboekenweek met als thema 'Alle spiegels toverspiegels?'), ISBN 90-70066-31-9, met illustraties van Alfons van Heusden
- 1981 - Twee meisjes in Twente: verhalen en gedichten (Bekadidakt), ISBN 90-321-0200-1
- 1982 - Dicht langs de huizen (Kosmos), ISBN 90-215-1123-1
- 1984 - Drie reizen van Lodewijk (Le Sage ten Broekbibliotheek)
- 1985 - Waar het hart vol van is: Willem Wilmink's schriftelijke cursus dichten (Van Holkema & Warendorf), ISBN 90-269-1592-6
- 1987 - Goedenavond, speelman: Willem Wilmink's schriftelijke cursus dichten (Van Holkema & Warendorf), ISBN 90-269-0247-6
- 1988 - Vandaag is het de grote dag: spoedcursus gelegenheidsdichten (Van Holkema & Warendorf), ISBN 90-269-1527-6
- 1991 - In de keuken van de muze: de gehele schriftelijke cursus dichten (Bakker), ISBN 90-351-1092-7

Essays
- 1988 - Van Roodeschool tot Rijsel: een persoonlijke kijk op het Nederlandse lied (Bakker), ISBN 90-351-0524-9
- 1989 - Gij weet toch dat gij niet bestaat (Nijhoff), ISBN 90-6890-289-X
- 1990 - Wat ik heb gevonden, je raadt het nooit: vijftien opstellen over schrijvers in onze taal (Bakker), ISBN 90-351-0990-2

## Publicaties over Wilmink
- Elsbeth Etty: In de man zit nog een jongen. Willem Wilmink – de biografie. Amsterdam, Nijgh & Van Ditmar, 2019. ISBN 9789038806112

- Bibsys: 90634088
- Bibliothèque nationale de France: cb12341035p (data)
- Biografisch Portaal: 16125742
- Digitale Bibliotheek voor de Nederlandse Letteren: wilm003
- Gemeinsame Normdatei: 129720259
- International Standard Name Identifier: 0000 0001 1019 7378
- Library of Congress Control Number: n79109255
- MusicBrainz: 639b7be4-faa6-481b-948b-5321d4ff8a81
- Nationale Bibliotheek van Tsjechië: mub20191041504
- Nationale Bibliotheek van Polen: a0000001070451
- Nederlandse Thesaurus van Auteursnamen: 06832927X
- Système universitaire de documentation: 08718317X
- Virtual International Authority File: 83466
- WorldCat: E39PBJxWQTYWhCTqjwfrbXH3cP